# Uwe Wegener
Uwe Wegener (* 10. August 1941 in Halberstadt) ist ein deutscher Agrar- und Forstwissenschaftler sowie Naturschützer.

## Leben
Nach dem Schulbesuch in Halberstadt studierte er von 1960 bis 1966 Agrarwissenschaften und schloss das Studium als Diplom-Agraringenieur ab. Anschließend arbeitete er bis zum Jahre 1973 als Forschungsgruppenleiter in der Außenstelle Harz der Martin-Luther-Universität Halle-Wittenberg. Seine beruflichen Schwerpunkte waren der Trinkwasser- und Landschaftsschutz im Harz und dessen Vorland sowie die Nutzung und der Schutz der Bergwiesen. Bereits frühzeitig war Wegener als Naturschutzhelfer im Kreis Halberstadt tätig. 1973 wurde er hauptamtlich für den Naturschutz als wissenschaftlicher Mitarbeiter am Institut für Landschaftsforschung und Naturschutz in Halle (Saale) und Potsdam angestellt. 1982 wechselte Wegener als Naturschutzbeauftragter in den Forstwirtschaftsbetrieb Wernigerode. Ab 1990 war er Aufbauleiter des Nationalparks Hochharz in Sachsen-Anhalt, dessen wissenschaftlicher Leiter er im Folgejahr wurde. 2004 übernahm er im nunmehr länderübergreifenden Nationalpark Harz die Projektleitung Forschung. Im Alter von 65 Jahren ging Wegener 2006 in den Ruhestand.

## Schriften (Auswahl)
- Ohne sie hätte sich nichts bewegt – zur Arbeit der ehrenamtlichen Naturschutzhelfer und -helferinnen. In: Institut für Umweltgeschichte und Regionalentwicklung e. V. (Hrsg.): Naturschutz in den Neuen Bundesländern – Ein Rückblick, Berlin 2001, S. 89–107.
- Schutz und Pflege von Lebensräumen – Naturschutzmanagement, Jena, Stuttgart 1991.
- Naturschutz in der Kulturlandschaft, Jena/Lübeck/Stuttgart/Ulm 1998.
- mit Jörg Brückner, Dietrich Denecke und Haik Thomas Porada: Der Hochharz. Köln/Weimar 2016 (= Landschaften in Deutschland. Werte der deutschen Heimat; 73), ISBN 978-3-412-20467-9.

## Ehrungen
- 1983 Johannes-R.-Becher-Medaille in Gold
- 1984 Ehrennadel für besondere Leistungen im Naturschutz in Gold
- 1992 Mitglied der Sächsischen Akademie der Wissenschaften (Kommission für sächsisch-thüringische Landeskunde)
- 2014 Bundesverdienstkreuz am Bande[2]